# Chen Yi
Dans ce nom chinois, le nom de famille, Chen, précède le nom personnel.
Pour les articles homonymes, voir Chen.
Chén Yì (Chinois simplifié : 陈毅, chinois traditionnel : 陳毅) est né le 26 août 1901 à Lezhi dans le Sichuan et décédé le 6 janvier 1972 à Pékin.
Chen Yi mena en parallèle une carrière politique et militaire.

## Études en France (1919-1921)
Ce fils de magistrat suit des études classiques et apprend le français. Après l'obtention d'une bourse, il résida en France de 1919 à 1921 grâce au Mouvement Travail-Études qui aidait de jeunes Chinois à venir étudier en France. D'autres dirigeants chinois comme Zhou Enlai, Deng Xiaoping, Cai Hesen, Li Lisan, Zhao Shiyan, Li Weihan profitèrent de ces études à l'étranger. Jusqu'en 1927, c'est 4 000 jeunes Chinois qui viendront étudier et travailler en France. C'est à cette époque que Chen Yi adhéra au socialisme.
Chen Yi étudie la chimie à Grenoble et Lyon, il travailla dans les usines Michelin. Fréquentant des étudiants révolutionnaires, il est expulsé de France en 1921 après une manifestation au fort Saint-Irénée le siège de l'institut franco-chinois de Lyon.

## Prise du pouvoir par les communistes (1921-1949)

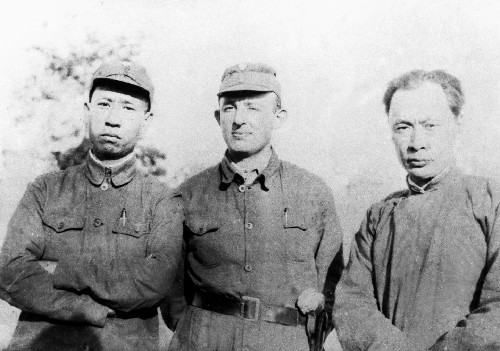
Liu Shaoqi, Jakob Rosenfeld et Chen Yi (de gauche à droite) en mai 1943.

Chen Yi adhéra en 1923 au Parti communiste chinois créé en 1921.
En 1928, Chen Yi rejoint Mao Zedong et Zhu De dans les montagnes du Jinggang. Il participe alors à la création de l’Armée rouge des travailleurs et des paysans de Chine, mieux connue sous le nom d’Armée rouge chinoise qui préfigure l'Armée populaire de libération.
En 1934, Chen Yi est l'exécuteur de la purge de Futian qui permit d'éliminer les opposants à Mao Zedong.
Encerclés par l'armée de la république de Chine, beaucoup plus puissante que les forces communistes, les communistes ont été contraints de fuir de Jiangxi en octobre 1934. Ainsi commence le voyage historique à travers l'intérieur de la Chine plus connu sous le nom de Longue Marche.
La Longue Marche est devenue un événement épique qui marque un tournant dans le développement du communisme chinois. La fuite du Jiangxi est difficile, car l'armée de la république de Chine a pris des positions sur toute la zone communiste. Progressant dans des régions isolées et montagneuses, environ 80 000 hommes (et quelques femmes) réussissent à s'échapper du Jiangxi et partent pour un long voyage à travers la Chine intérieure. Ce périple prend fin dans la province septentrionale du Shaanxi un an plus tard, où ils arrivent seulement entre 8 000 et 9 000 hommes qui ont quitté le Jiangxi.
Depuis la Conférence de Zunyi, au début de la Longue Marche, Mao Zedong est devenu le nouveau chef du Parti communiste chinois, chassant du pouvoir, à la consternation de l'Union soviétique, 28 soi-disant bolcheviks, menés par Bo Gu et Wang Ming. La ligne pro-soviétique du Parti communiste chinois prend fin et un nouveau parti d'inspiration rurale émerge sous la direction de Mao. Deng Xiaoping devient une figure de premier plan dans le parti qui, à partir de l'extrémité nord de la Chine commence la guerre civile contre le Kuomintang.
Chen Yi s'illustra lors de la Longue Marche et dans la guerre sino-japonaise entre 1937 et 1945. Il dirigea la Nouvelle Quatrième armée (chinois : 新四军; pinyin : Xīn 4 Jūn) une des deux unités commandées par le parti communiste chinois au sein de l'Armée nationale révolutionnaire de la république de Chine.
Dès septembre 1945, soit le lendemain de la reddition officielle des Japonais en Chine, les unités communistes se rebellèrent en refusant de laisser les unités nationalistes s'installer sur leur territoire du Shanxi : la situation dégénéra en conflit ouvert jusqu'en octobre, prélude à la reprise ouverte de la guerre civile chinoise. Les unités communistes reprirent leur indépendance, pour constituer à nouveau l'Armée rouge chinoise, bientôt rebaptisée Armée populaire de libération.
En 1945, il entre au Bureau politique du Comité central du Parti communiste chinois et assure le commandement de la troisième armée de campagne de l'Armée populaire de libération.
En 1948 et 1949, ses troupes s'emparèrent de Nankin puis de Shanghai.

## Participation au pouvoir (1949-1967)
Il fut le premier maire communiste de la ville de Shanghai de 1949 à 1958. Il est promu par Mao Zédong maréchal le 27 septembre 1955. En 1958, il succède à Zhou Enlai au poste de ministre des Affaires étrangères avec lequel il travaille en étroite collaboration, Zhou restant le Premier ministre de la république populaire de Chine.
En 1956, Chen Yi inaugure un comité préparatoire à l'établissement de la région autonome du Tibet. Le 26 septembre 1958, au début de la Grande famine, il écrit dans Le Quotidien du Peuple avoir vu de ses propres yeux un champ de patates douces donnant 7 500 tonnes à l'hectare (750 kg/m2). Ce genre de déclaration a contribué aux réquisitions excessives qui ont affamé la paysannerie.
En 1962, le 10e panchen lama se confia à Chen Yi, concernant la Pétition en 70 000 caractères. Chen Yi le conforta dans cette dénonciation de la situation tibétaine : « Dites tout ce que vous savez et dites-le sans réserves. ».

## La révolution culturelle

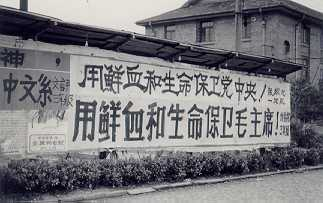
Slogans de la révolution culturelle à Shanghai.

La grande révolution culturelle prolétarienne est un mouvement de masse encouragée par Mao Zedong lui-même. En engageant cette révolution culturelle, Mao Zedong tente de retrouver son pouvoir, qui a été mise en doute après l'échec économique du Grand Bond en avant. Il mobilise les jeunes et les mène à attaquer ceux qui ne sont pas fidèles à sa direction. À cette époque, apparaissent une grande quantité d'affiches condamnant Liu Shaoqi et Deng Xiaoping comme étant capitalistes et de droite. Dans le même temps, le culte de la personnalité de Mao, promu par Lin Biao, a atteint son paroxysme.
Chen Yi  assume le choix de ne pas se désolidariser de Liu Shaoqi. En janvier 1967, une fraction des Gardes rouges, les rebelles prend le pouvoir à Shanghaï. Un comité révolutionnaire intégrant les rebelles exerce alors le pouvoir effectif. Zhang Chunqiao  et Wang Hongwen participent au Comité révolutionnaire de Shanghaï, avec pour but de créer la Commune populaire de Shanghai sur le modèle de la Commune de Paris de 1871.
En février 1967, Chen Yi et le maréchal Ye Jianying critiquent ouvertement la révolution culturelle, Chen Yi est alors violemment pris à partie par les Gardes rouges et écarté du pouvoir et ce malgré la protection de Zhou Enlai et une pétition de 71 diplomates chinois dont Xiong Xianghui pour sa défense. Il gardera néanmoins ses titres mais n'en assurera plus les responsabilités. Si Chen Yi est inquiété et mis de côté, les épreuves qu'il subit ne sont pas du même ordre que le sort qu'on réserve à Liu Shaoqi ou Peng Dehuai. Ces derniers arrêtés et meurent en prison.
Selon la sinologue Marie-Claire Bergère, l'importance donnée à ses funérailles en 1972 constitue une sorte de réhabilitation. Madame Chen Yi est décédée en 1974 à 52 ans.

## Famille
Chen Haosu, fils de Chen Yi, est le président de l’Association du peuple chinois pour l’amitié avec l’étranger (CPAFFC).
En octobre 2013, son plus jeune fils Chen Xiaolu, ancien garde rouge pendant la révolution culturelle, a exprimé ses regrets  pour son implication dans la « tragédie de la révolution culturelle ».